# Тырговиште (город, Болгария)
Тырго́виште (болг. Търговище [tɤrˈɡɔviʃtɛ], устар. Эски-Джумна, Эски-Джума, Джума) — город в Болгарии. Административный центр Тырговиштской области, входит в общину Тырговиште. Население составляет 39 927 человек (2022).

## География
Тырговиште находится в 318 км северо-восточнее Софии, в 41 км западнее Шумена, на 24 км северо-западнее Велика-Преслава и на 99 км северо-восточнее Велика-Тырнова.

## История
Впервые на месте будущего города человек появился V-IV тысяч лет тому назад, в эпоху медного века. В V-III веках до нашей эры на месте города существовало фракийское, а в II-IV веках нашей эры римское поселение. В V-VI веках для защиты от набегов варваров, по приказу византийского императора Юстиниана здесь был построен ряд крепостей. Болгарское поселение появилось здесь в X веке, во времена Первого Болгарского царства, однако из-за близости к столице оно почти не развивалось. В XII веке, благодаря расположению на главной дороге в новую болгарскую столицу — Тырново, была построена крепость Сбориште.
Впервые современный город упоминается в 1573 году под названием Эски-Джумая (болг. тур. старый рынок). Первоначально город был сплошь турецким, лишь позже там начинают появляться болгары. В 1658 году Эски-Джумая становится административным центром. Развитию города немало поспособствовала ярмарка, проводившаяся до конца XIX века. Материальное преуспевание привело и к культурному прогрессу поселка.
В ходе Русско-турецкой войны 1806—1812 гг. в городе находился турецкий гарнизон, который высылал небольшие отряды для действий против русских войск, но 25 июля 1810 русские казаки атаковали и разгромили турецкий отряд, который потерял до 200 человек убитыми и разбежался.
Открытое ещё в XVIII веке церковное училище было преобразовано в светскую школу в 1846 году, а в 1863 году завершено ее новое здание, построенное в европейском стиле. В школе некоторое время работал учителем и Петко Славейков. Тогда же были построены Церковь Успения Пресвятой Богородицы и общественный центр. В 1872 году в Эски-Джумае Ангелом Кынчевым был основан революционный комитет.
В ходе Русско-турецкой войны 1877-78 гг. в январе 1878 года к городу начали собираться турецкие солдаты и башибузуки, начавшие грабить окрестности. В дальнейшем, в соответствии с условиями перемирия, город должен был быть занят русскими войсками, однако когда в начале февраля 1878 года к городу подошёл дивизион Мариупольского гусарского полка, турецкий комендант отказался сдать город. В результате, к городу был направлен отряд полковника Стакельберга, обнаруживший движение к городу крупного турецкого обоза. После боя 11 февраля 1878 года турецкий обоз был захвачен, а турецкие войска оставили город, который был без боя занят русскими войсками 12 февраля 1878 года.
К началу XX века город был известен как торговый центр, в мае здесь проходила крупная ярмарка.
В 1934 году город Эски-Джумая получил современное название — Тырговиште.

## Население
| 1887       | 8 519  |
| 1910       | 9 388  |
| 1934       | 10 343 |
| 1946       | 10 561 |
| 1956       | 14 193 |
| 1965       | 25 502 |
| 1975       | 38 827 |
| 1985       | 46 522 |
| 1992       | 43 016 |
| 2001       | 40 775 |
| 2005       | 38 390 |
| 2007       | 37 861 |
| 2009       | 37 375 |
| 2011       | 37 611 |
| 2015       | 35 841 |
| Источники: |        |

Согласно переписи населения 2011 года, население Тырговиште имеет следующий этнический состав (количество указавших свою национальность):
- Болгары — 27875 чел. (79,38 %);
- Турки — 6222 чел. (17,75 %);
- Цыгане — 633 чел. (1,8 %);
- Остальные — 138 чел. (0,39 %);
- Не определили национальность — 235 чел. (0,67 %);
- Не указали национальность — 2558 чел. (4,2 %).

Естественный прирост за последние 25 лет отрицательный — рождаемость составляет 9,3 %, а смертность — 15,1 %. Плотность населения — 430 чел./км².

### Религия
Большинство населения (70,5 %) православные, остальные (22,8) — мусульмане-сунниты.
- Церковь Святого Иоанна Рыльского
- Церковь Успения Пресвятой Богородицы

## Экономика
- Стекольный завод "Тракия глас"
- Винный завод "ЛВК-Винпром Търговище"

## Политическая ситуация
Кмет (мэр) общины Тырговиште — Красимир Митев Мирев (инициативный комитет) по результатам выборов в правление общины.

## Культура и образование

### Образование
- Профессиональная школа электротехники и строительства
- Профессиональная школа сельского хозяйства
- Профессиональная техническая школа

### Театры
- Театр драмы
- Кукольный театр

### Музеи
- Исторический музей

### Памятники
- Памятник революционеру и знаменосцу Николе Симову (Куруто) в Тырговиште

## Спорт
В Тырговиште развиты футбол и стрелковый спорт. Из этого города родом футбольные клубы «Светкавица», «Боровец» и «Выбел». «Светкавица» выступает в высшем дивизионе чемпионата Болгарии по футболу.

## Известные земляки
- Герасимов, Любен (1906–?) – болгарский политик и дипломат.
- Маринов, Никола (1879—1948) — болгарский живописец-акварелист, влиятельный педагог, в 1930-е годы — ректор Софийской Академии художеств.
- Василева, Мариана — азербайджанский (ранее болгарский) тренер по художественной гимнастике, главный тренер Федерации художественной гимнастики Азербайджана, заместитель министра молодёжи и спорта Азербайджана.

## Города-побратимы
Тырговиште, как город-побратим, имеет культурные и деловые связи с такими городами как:
- Котбус, Германия
- Тырговиште, Румыния
- Смоленск, Россия
- Санта-Мария-да-Фейра, Португалия
- Уотерлу, Айова, США
- Козани, Греция
- Сюрен, Франция
- Болград, Украина

## Галерея

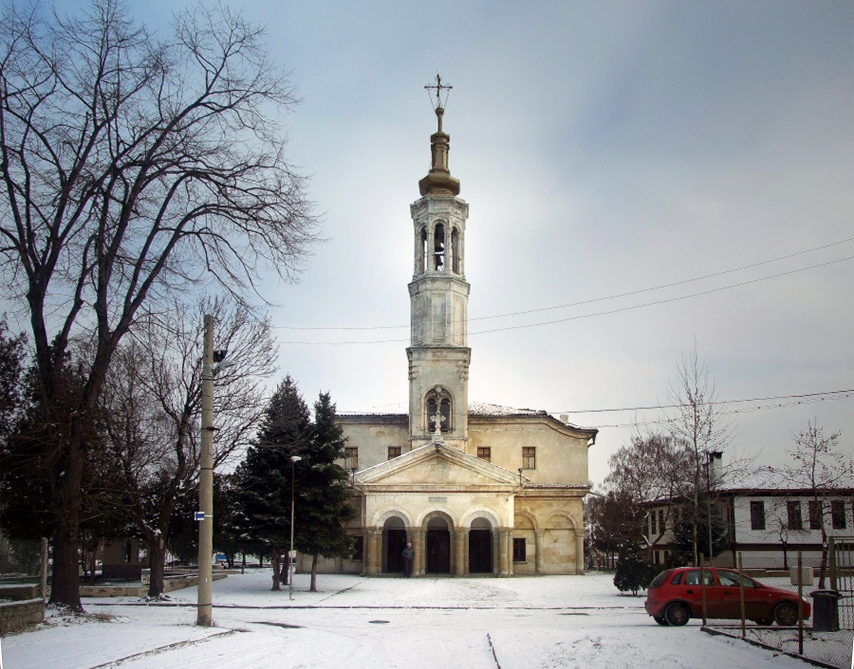
Церковь Успения Пресвятой Богородицы
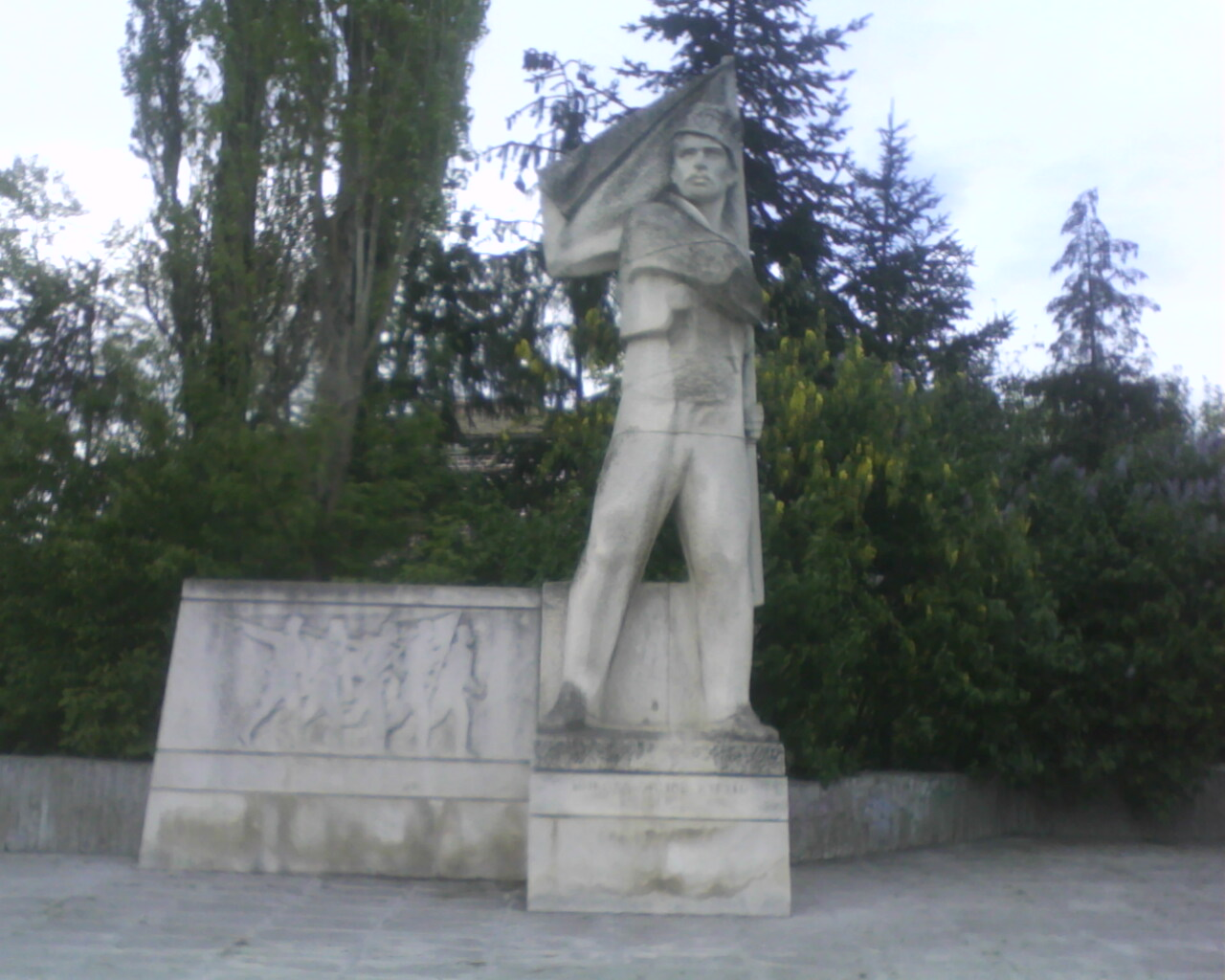
Памятник Николе Симонову
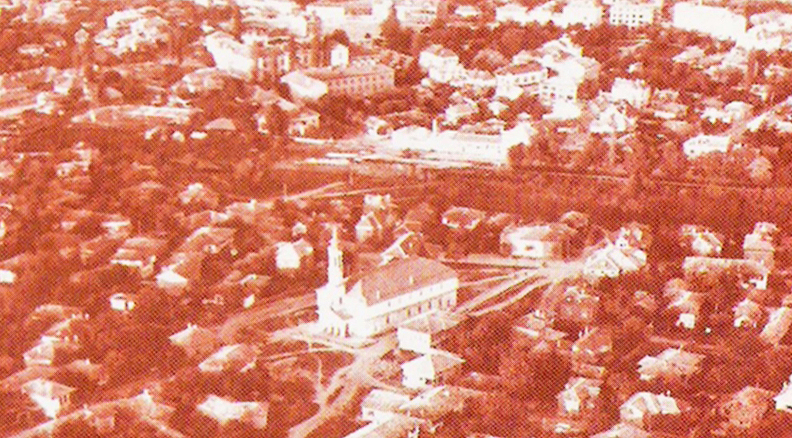
Вид на Тырговиште с птичьего полёта. В центре - церковь Успения Пресвятой Богородицы. 1930-е гг.
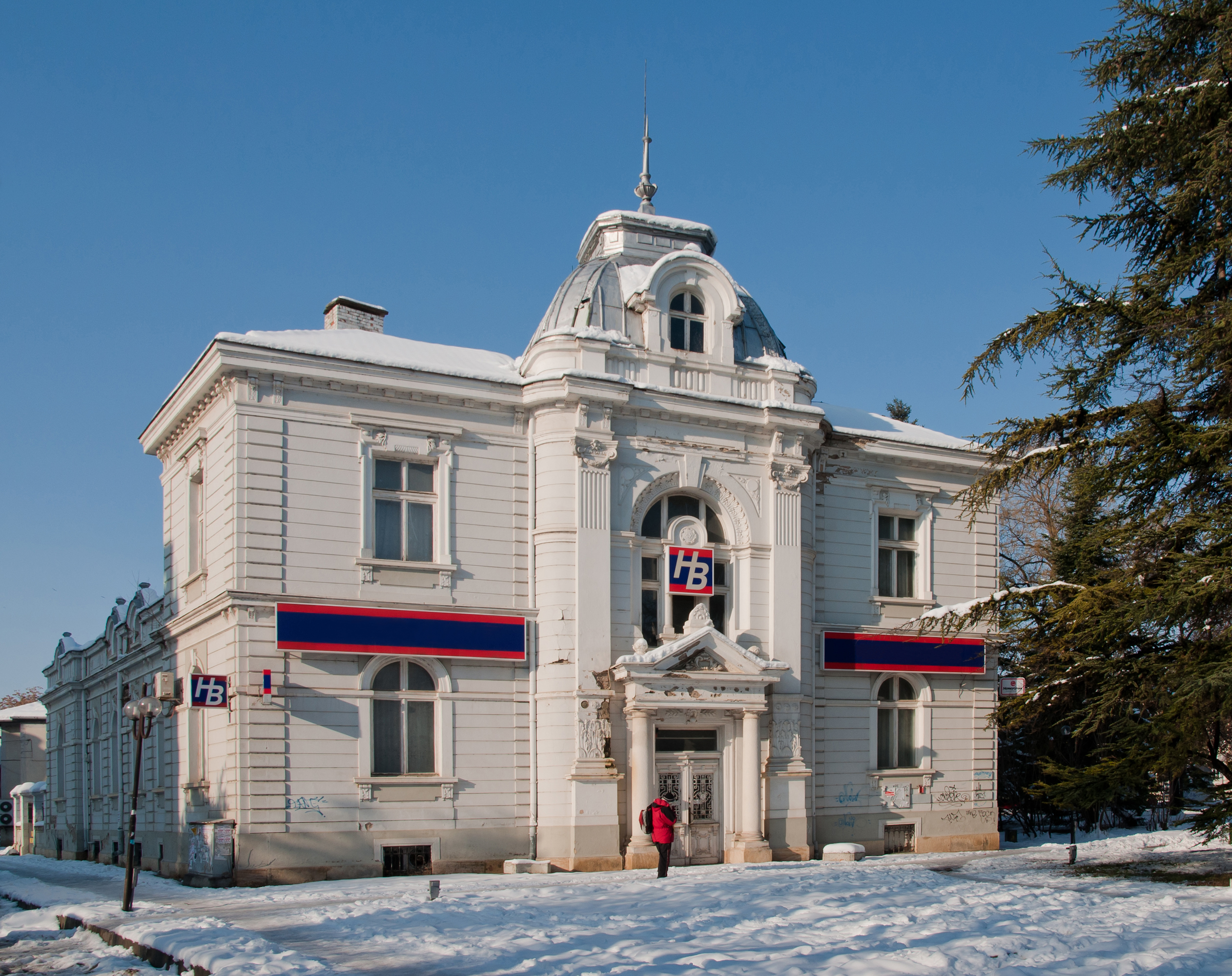
Здание бывшего банка
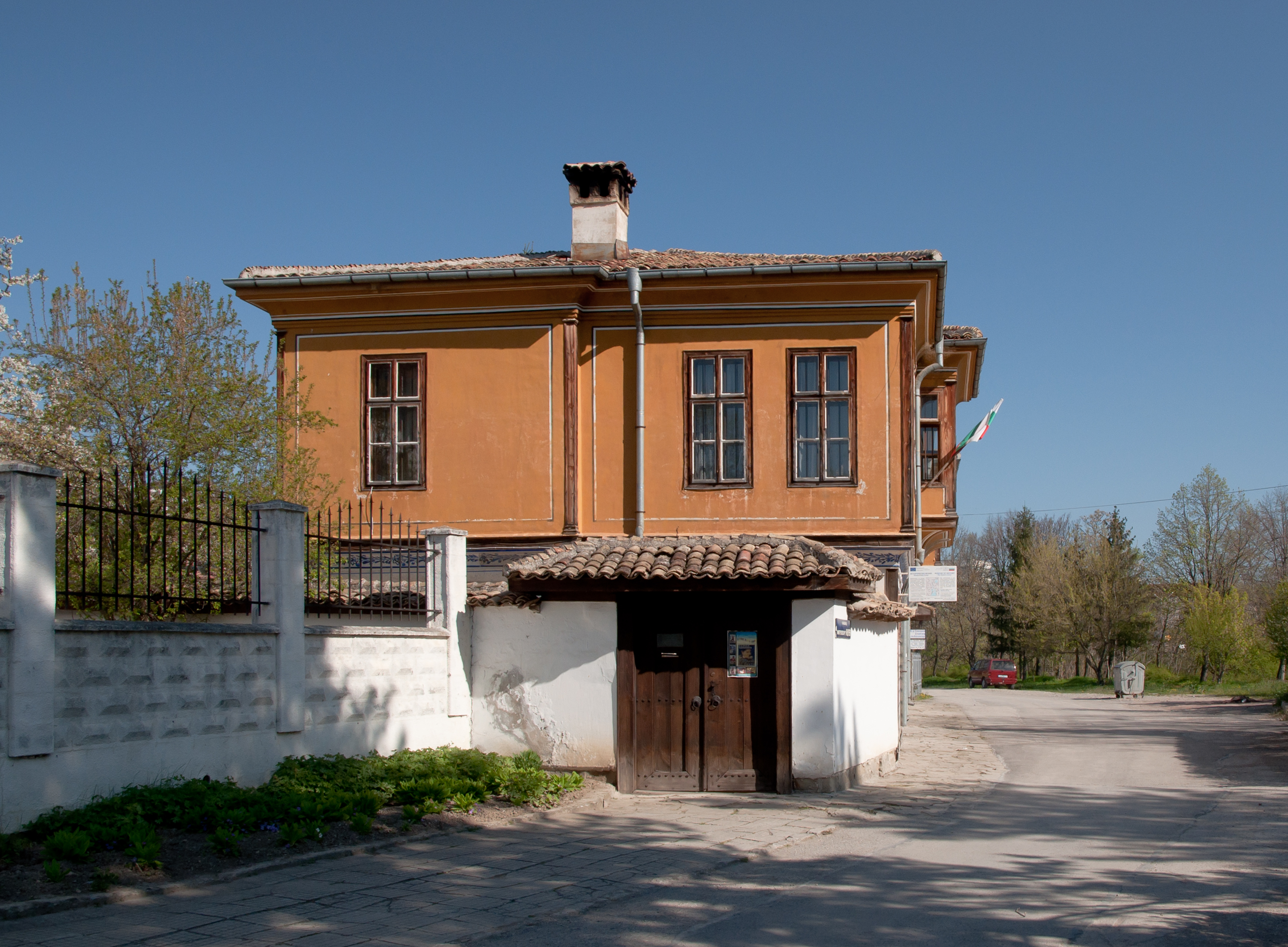
Музей